# Penso positivo
Penso positivo è un singolo del cantautore italiano Jovanotti, pubblicato il 29 novembre 1993 come primo estratto dal settimo album in studio Lorenzo 1994.

## Descrizione
Il brano, diventato tormentone degli anni '90, cerca di evidenziare le contraddizioni sociali e, allo stesso tempo, di mandare un messaggio positivo.

## Classifiche

### Classifiche settimanali
| Classifica (1994) | Posizione massima |
| ----------------- | ----------------- |
| El Salvador       | 5                 |
| Italia            | 1                 |

## Nella cultura di massa
In occasione della serata delle cover del Festival di Sanremo 2021, il cantautore romano Fulminacci salì sul palco accompagnato dal comico Valerio Lundini, presentando una rilettura del brano.